# Histona deacetilasa 9
La histona deacetilasa 9 (HDAC9) es una enzima codificada en humanos por el gen hdac9.

## Función
Las histonas juegan un papel crucial en la regulación de la transcripción, en la progresión del ciclo celular y en procesos de desarrollo. La acetilación/desacetilación de histonas altera la estructura del cromosoma, variando así la accesibilidad de los factores de transcripción al ADN. La HDAC9 presenta homología de secuencia con los miembros de la familia de histona deacetilasas. Este gen es ortólogo de los genes MITR de Xenopus y ratón. La proteína MITR no posee el dominio catalítico histona deacetilasa. HDAC9 es capaz de reprimir la actividad de MEF2 mediante el reclutamiento de un complejo correpresor multicomponente que incluye CtBP y otras HDACs, además de desempeñar un papel en la hematopoyesis. Se han descrito diversas variantes transcripcionales de este gen, pero solo se han caracterizado totalmente algunas de ellas.

## Interacciones
La histona deacetilasa 9 ha demostrado ser capaz de interaccionar con:
- SIN3A[4][5]
- NCOR1[5]
- CBX5[6]
- HDAC3[5][7]
- MEF2A[8][9]
- SUV39H1[6]